# Philips Xenium W832
Philips Xenium W832 — смартфон компании Philips на базе операционной системы Android семейства Philips Xenium.

## Описание
Philips W832 имеет IPS экран с разрешением 540x960 точек. Устройство основано на базе двухъядерного процессора MTK6577 частотой 1 ГГц.
Имеет 512 мегабайт оперативной памяти, 4 гигабайта встроенной памяти, 2 из которых доступны пользователю, графический чип PowerVR, слот для карты памяти MicroSD (до 32 гигабайт),GPS-чип MTK MT6620, две камеры: тыльная (с функцией автофокуса и вспышкой, с разрешением 8 мегапикселей) и фронтальная (с разрешением 0.3 мегапикселя). Телефон поддерживает использование двух SIM-карт для одновременного доступа к сетям WCDMA и GSM.

### Версия Android
Сначала телефон выпускался с прошивкой W832 1250 06, а потом вышла прошивка W832 13 V13_E7. Выпуск официальных прошивок прекращен, но сообществом пользователей продолжается разработка неофициальных версий прошивок.

## Xenium Club
Для Xenium-устройств компания Philips открыла магазин приложений, который называется Xenium Club.

## Другие телефоны серии Xenium
- Philips Xenium w536
- Philips Xenium x2300
- Philips Xenium W732